# Aliou Cissé
Aliou Cissé (Ziguinchor, 24 de marzo de 1976) es un exfutbolista y entrenador senegalés que se desempeñó como centrocampista. Actualmente dirige a la selección de Libia. 
Tras comenzar su carrera en Francia, posteriormente jugó en los clubes ingleses Birmingham City y Portsmouth. Durante su carrera como jugador, se desempeñó como centrocampista defensivo y, ocasionalmente, también jugaba de central.
Cissé ha sido el seleccionador de Senegal desde 2015, tras haber asumido brevemente la dirección del equipo tras la destitución de Amara Traoré, de forma interina en 2012. También fue segundo entrenador de la selección sub-23 entre 2012 y 2013, pasando a ser el seleccionador principal entre 2013 y 2015.

## Trayectoria

### Como jugador
Nacido en Ziguinchor, Cissé se mudó a París a los nueve años.Comenzó su carrera en el Lille antes de fichar por el Sedan y luego por el Paris Saint-Germain. También pasó la mayor parte de la temporada 2001-02 cedido en el Montpellier.
Después de capitanear la selección de Senegal hasta los cuartos de final de la Copa Mundial de la FIFA 2002,fue transferido al Birmingham City para la temporada 2002-03, su temporada de debut en la Premier League.Su primera campaña se vio truncada tras sufrir una lesión en febrero que lo dejó fuera de juego por el resto de la temporada.
En julio de 2003, fue situado en la lista de jugadores transferibles después de regresar tarde a los entrenamientos de pretemporada. Si bien logró regresar al primer equipo, su relación con el entrenador Steve Bruce continuó deteriorándose.Al final de la temporada, fichó por el Portsmouth por £300.000 con un contrato de dos años.
Tras dos años en el club inglés, regresó al Sedan en noviembre de 2006, tras un periodo de prueba de dos semanas.Posteriormente, fichó por el Nîmes de la Ligue 2 en septiembre de 2008.Durante su estancia en el equipo francés, disputó siete partidos durante la temporada 2008-09, antes de retirarse del fútbol de clubes a los 33 años.

### Como entrenador

#### Senegal
A principios de marzo de 2015, Cissé fue nombrado oficialmente entrenador de la selección de Senegal.El equipo se clasificó para la Copa Mundial de la FIFA 2018 el 10 de noviembre de 2017, con una victoria por 2-0 como visitante contra Sudáfrica.En dicha competencia, el seleccionado africano fue eliminado en la fase de grupos del torneo después de convertirse en el primer equipo en la historia en ser eliminado debido a las reglas de desempate del Fair Play.
Un año más tarde, el seleccionado senegalés disputó la Copa Africana de Naciones 2019 donde cayeron derrotados 1-0 en la final ante Argelia, tras perder por el mismo marcador en la fase de grupos, y se quedó fuera de su primer trofeo africano.El 6 de febrero de 2022, obtuvo la Copa Africana de Naciones 2021 luego de vencer a Egipto por 4-2 en la tanda de penaltis y consiguieron su primer título, redimiéndose así de sus dos derrotas previas en finales.
En la Copa Mundial de la FIFA 2022, llevó al seleccionado africano a la fase eliminatoria por primera vez desde que era jugador en 2002, aunque quedaron eliminados en octavos de final después de perder ante Inglaterra por 3-0.
El 2 de octubre de 2024, fue despedido del cargo tras la eliminación del equipo en los octavos de final de la Copa Africana de Naciones 2023 y su decepcionante desempeño durante la clasificación para la Copa Mundial de la FIFA 2026.

#### Libia
El 11 de marzo de 2025, fue oficializado como entrenador de la selección de Libia.

## Clubes y estadísticas

### Como jugador
| Club                | País       | Año         | Partidos | Goles |
| ------------------- | ---------- | ----------- | -------- | ----- |
| Lille OSC           | Francia    | 1994 - 1997 | 6        | 0     |
| CS Sedan            | Francia    | 1997 - 1998 | 0        | 0     |
| Paris Saint-Germain | Francia    | 1998 - 2001 | 50       | 1     |
| Montpellier HSC     | Francia    | 2001 - 2002 | 17       | 1     |
| Birmingham City FC  | Inglaterra | 2002 - 2004 | 36       | 0     |
| Crystal Palace FC   | Inglaterra | 2004        | 0        | 0     |
| Portsmouth FC       | Inglaterra | 2004 - 2006 | 85       | 0     |
| CS Sedan            | Francia    | 2006 - 2008 | 21       | 1     |
| Nîmes Olympique     | Francia    | 2008 - 2009 | 7        | 0     |

### Como entrenador
| Senegal             | 2015                | -  | -  | -  | - | -   | 8  | 6  | 1  | 1 | -  | - | - | - | -   | 3  | 1  | 0 | 2 | 11  | 7  | 1  | 3  | 66.67% | 19  | 10 | +9   |
| Senegal             | 2016                | -  | -  | -  | - | -   | 5  | 5  | 0  | 0 | -  | - | - | - | -   | 2  | 1  | 0 | 1 | 7   | 6  | 0  | 1  | 85.71% | 12  | 3  | +9   |
| Senegal             | 2017                | 4  | 2  | 2  | 0 | 1/4 | 10 | 6  | 3  | 1 | -  | - | - | - | -   | 5  | 2  | 3 | 0 | 19  | 10 | 8  | 1  | 66.67% | 30  | 16 | +14  |
| Senegal             | 2018                | -  | -  | -  | - | -   | 4  | 3  | 1  | 0 | 3  | 1 | 1 | 1 | FG  | 5  | 1  | 3 | 1 | 12  | 5  | 5  | 2  | 55.56% | 15  | 9  | +6   |
| Senegal             | 2019                | 7  | 5  | 0  | 2 | 2.º | 7  | 5  | 0  | 2 | -  | - | - | - | -   | 3  | 2  | 1 | 0 | 17  | 12 | 1  | 4  | 72.55% | 24  | 7  | +17  |
| Senegal             | 2020                | -  | -  | -  | - | -   | 2  | 2  | 0  | 0 | -  | - | - | - | -   | 1  | 0  | 0 | 1 | 3   | 2  | 0  | 1  | 66.67% | 4   | 3  | +1   |
| Senegal             | 2021                | 6  | 3  | 2  | 1 | 2.º | 8  | 5  | 3  | 0 | -  | - | - | - | -   | 2  | 2  | 0 | 0 | 16  | 10 | 5  | 1  | 72.92% | 29  | 12 | +17  |
| Senegal             | 2022                | 10 | 4  | 5  | 1 | 1.º | 8  | 5  | 0  | 3 | 4  | 2 | 0 | 2 | 1/8 | 3  | 2  | 1 | 0 | 25  | 13 | 6  | 6  | 60%    | 35  | 22 | +13  |
| Senegal             | 2023                | -  | -  | -  | - |     | 6  | 3  | 3  | 0 | 6  | 4 | 1 | 1 | 1.º | 3  | 2  | 0 | 1 | 15  | 9  | 4  | 2  | 68.89% | 23  | 7  | +16  |
| Senegal             | 2024                | 4  | 3  | 1  | 0 | 1/8 | 4  | 2  | 2  | 0 | -  | - | - | - | -   | 3  | 3  | 0 | 0 | 11  | 8  | 3  | 0  | 81.82% | 18  | 4  | +14  |
| Senegal             | Total               | 31 | 17 | 10 | 4 | -   | 62 | 42 | 13 | 7 | 13 | 7 | 2 | 4 | -   | 30 | 16 | 8 | 6 | 136 | 82 | 33 | 21 | 68.38% | 209 | 93 | +116 |
| Libia               | 2025                | -  | -  | -  | - | -   | 0  | 0  | 0  | 0 | -  | - | - | - | -   | 0  | 0  | 0 | 0 | 0   | 0  | 0  | 0  | 0%     | 0   | 0  | +0   |
| Libia               | Total               | 0  | 0  | 0  | 0 | -   | 0  | 0  | 0  | 0 | 0  | 0 | 0 | 0 | -   | 0  | 0  | 0 | 0 | 0   | 0  | 0  | 0  | 0%     | 0   | 0  | +0   |
| Total en su carrera | Total en su carrera | 31 | 17 | 10 | 4 | -   | 62 | 42 | 13 | 7 | 13 | 7 | 2 | 4 | -   | 30 | 16 | 8 | 6 | 136 | 82 | 33 | 21 | 68.38% | 209 | 93 | +116 |

#### Resumen por competiciones
| Competición                         | Partidos | Ganados | Empatados | Perdidos | Ganados % |
| ----------------------------------- | -------- | ------- | --------- | -------- | --------- |
| Clasificatorias Campeonato Africano | 16       | 9       | 1         | 6        | 58.33%    |
| Clasificatorias Copa Africana       | 26       | 20      | 6         | 0        | 84.61%    |
| Clasificatorias Mundial             | 20       | 13      | 6         | 1        | 75%       |
| Campeonato Africano de Naciones     | 6        | 4       | 1         | 1        | 72.23%    |
| Copa COSAFA                         | 9        | 3       | 4         | 2        | 48.14%    |
| Copa Africana de Naciones           | 22       | 14      | 6         | 2        | 72.73%    |
| Mundial                             | 7        | 3       | 1         | 3        | 47.62%    |
| Amistosos                           | 30       | 16      | 8         | 6        | 62.22%    |
| TOTAL                               | 136      | 82      | 33        | 21       | 68.38%    |

## Palmarés

### Como entrenador

#### Campeonatos internacionales
| Título                          | Club                 | País    | Año  |
| ------------------------------- | -------------------- | ------- | ---- |
| Copa de África                  | Selección de Senegal | Camerún | 2021 |
| Campeonato Africano de Naciones | Selección de Senegal | Argelia | 2023 |